# Distretto di Angul
Il distretto di Angul è un distretto dell'Orissa, in India, di 1 139 341 abitanti. Il suo capoluogo è Angul.

## Amministrazioni
Il distretto di Angul è articolato in un certo numero di suddivisioni, blocchi di sviluppo e comuni (denominati tehsil). Le suddivisioni sono quattro e precisamente Angul, Talcher, Athamalik e Pallahara; i comuni sono Angul, Athamalik, Talcher, Pallahara e Chhendipada; i blocchi di sviluppo sono Angul Sadar, Athamalik Sadar, Chhendipada, Talcher Sadar, Pallahada Sadar, Banarpal, Kishorenagar e Kanhia.